# Partido Social Demócrata (Timor Oriental)

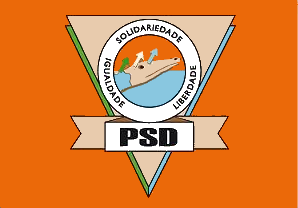
Bandera del Partido Social Demócrata.

El Partido Social Demócrata (en portugués Partido Social Demócrata) es un partido político de Timor Oriental que nace en 1999 luego del referendo que aprobó la independencia de ese país. Es un partido de tendencia centrista.
Varios militantes prominentes del PSD vienen del Fretilin y de la Unión Democrática Timorense, siendo además un partido acogido por algunos elementos de la ex resistencia timorense activos en la guerrilla (Falintil), como el Comandante Riak Leman.
En las elecciones parlamentarias de 2002 el PSD obtuvo el tercer puesto de los partidos nacionales con el 8,2% logrando 7 de los 88 curules superado ampliamente por el Fretilin con 55 asientos y el Partido Democrático con 8 escaños.
Para las elecciones presidenciales de 2007 se presentó Lúcia Lobato como candidata del PSD obteniendo el 8,86% de los votos en la primera vuelta quedando en el quinto lugar. En las parlamentarias del mismo año se organizó en coalición junto a la Asociación Social Demócrata Timorense consiguiendo poco más del 16% de los votos quedando como la tercera fuerza política del país.